# برايان ليونارد (متسابق دراجات نارية)
برايان ليونارد (بالإنجليزية: Brian Leonard)‏ هو متسابق دراجات نارية بريطاني، ولد في 19 فبراير 1946 في نيوبري ‏ في المملكة المتحدة.